# Ленский, Леонид Александрович
Леонид Александрович Ленский (18 января 1937, дер. Большие Тиуши, Чувашская АССР — 26 августа 2009, дер. Троице-Сельцы, Московская область) — российский физик, профессор кафедры физики Московского государственного агроинженерного университета имени В. П. Горячкина (МГАУ).
Доктор сельскохозяйственных наук, Заслуженный деятель науки Российской Федерации. Специалист в области прикладной атомной физики и радиохимии. Автор работ по физике и химии трития — радиоактивного изотопа водорода.

## Биография

### Происхождение
Родился 18 января 1937 года в дер. Большие Тиуши в семье сельских учителей Александра Емельяновича Ленского (Петрова) (1914—1940) и Марии Васильевны Васильевой (1915—1938). Рано остался сиротой, воспитывался бабушкой Акулиной Трофимовной Трофимовой (1893—1982) и дядей, впоследствии директором 6-й республиканской автобазы Вавилом Васильевичем Васильевым (1926—1992). Окончил начальную школу в дер. Большие Тиуши и Именевскую семилетнюю школу. Десятилетку закончил в Чебоксарах в школе № 6. В 1954 году поступил и в 1959 году окончил отделение физики и основ производства физико-математического факультета Чувашского педагогического института им. И. Я. Яковлева. Трудовую деятельность в студенческие годы начал грузчиком на Чебоксарском хлопчатобумажном комбинате, в 1956 году работал на целине, в совхозе «Степной» Алтайского края. После получения диплома работал завлабом лаборатории меченых атомов Чебоксарского сельскохозяйственного института. Однако в этом научном направлении серьёзных исследований тогда в Чувашии не проводилось.
Спустя два года для продолжения научной деятельности в области радиохимии был приглашён в Москву. С 1 ноября 1961 года — аспирант кафедры прикладной атомной физики и радиохимии Тимирязевской сельскохозяйственной академии. Ученик видного советского радиолога, доктора химических наук, заведующего кафедрой прикладной атомной физики и радиохимии Тимирязевской сельскохозяйственной академии, профессора Владимира Вацлавовича Рачинского. С 1 сентября 1965 года доцент, затем профессор кафедры физики Московского института инженеров сельскохозяйственного производства (МИИСП) им. В. П. Горячкина.

### Научные достижения
В течение всей научной карьеры работал на кафедре физики МГАУ им. В. П. Горячкина с 1965 по 2003 год. Автор двух фундаментальных научных монографий, посвященных тритию — изотопу водорода: «Физика и химия трития» и «Тритий во влагосодержащих системах» (М.: Энергоатомиздат, 1981). На момент старта экспериментов Ленского в начале 1960-х годов значимых гидрологических исследований дисперсных систем с тритием в мире не было. Учёный разработал жидкостно-сцинтилляционный радиометр трития с проточной кюветой и методику радиометрии трития в составе воды для агрогидрологических исследований — состояния и переноса воды в объектах сельскохозяйственного производства, впервые в мире провёл исследования перемещения меченной тритием воды в почвах (1961—1974). После диссертации обосновал обобщённую теорию процессов материального преобразования (1980), способы и устройства для энергосберегающих технологий сушки дисперсных материалов, дистилляции сточных вод (1983—1985), обобщённую электромагнитную теорию преобразований биообъектов (1988), концепцию биоинформатизации агротехнологий (1995), новую концепцию агроинженерного физического образования (1995), работал над теорией электромагнитной структуры многоэлектронных атомов и периодической системы химических элементов Д. И. Менделеева (1996), написал оригинальные «Концепции современного естествознания» (1996) и «Примерную программу по общей физике для агроинженерных специальностей вузов» (1997). Тема докторской диссертации: «Состояние и перенос воды в сельскохозяйственных объектах по результатам исследований с применением трития», защищена по специальности «агропочвоведение и агрофизика» в Московской сельскохозяйственной академии им. К. А. Тимирязева. С 1968 года научные труды Ленского публиковались в Нидерландах, ГДР, Польше, Венгрии, Болгарии и Израиле.
В 1972—1974 — на преподавательской работе в Алжире. Профессор Института гидротехники и мелиорации в городе Блида, читал лекции по физике на французском языке. В 1978 и 1982 годах руководитель производственно-ознакомительной практики студентов МИИСП в Чехословакии и Болгарии
Имеет 10 авторских свидетельств на изобретения, около двух десятков учебно-методических пособий и более 200 опубликованных научных работ.
Последние шесть лет жизни занимался созданием сада-дендропарка, включающего свыше 230 пород лиственных и хвойных деревьев и кустарников. Автор мемуаров «Осенний месяц и вся жизнь», воссоздающих события и атмосферу научно-педагогической деятельности Московского агроинженерного университета им. В. П. Горячкина на протяжении 40 лет (изданы в 2016 году под названием «Цивильский самородок»).
Скончался 26 августа 2009 года у себя на даче под Москвой в результате скоротечного развития опухоли мозга.

## Память

Могила в с. Троице-Сельцы

Похоронен на сельском кладбище в деревне Троице-Сельцы Мытищинского района Московской области.
12 сентября 2014 года по инициативе Российского государственного агроинженерного университета и депутата Госдумы РФ Валентина Шурчанова на доме в деревне Большие Тиуши Цивильского района Чувашии, где родился академик Ленский, открыта мемориальная доска.

## Награды
- Медаль «За освоение целинных земель», 1956[источник не указан 879 дней]
- Медаль «Ветеран труда», 1994[источник не указан 879 дней]
- Звание «Заслуженный деятель науки Российской Федерации»[11][17][20]
- Медаль «В память 850-летия Москвы», 1997[источник не указан 879 дней]

## Общественное признание
- Академик Чувашской академии наук[11]
- Академик Российской академии аграрного образования[11][21]

## Семья
Жена — Валентина Алексеевна Ленская (род. 1937) — директор научно-технической библиотеки НАМИ в 1980—2003 годах.
- Сын — Игорь Леонидович Ленский (род. 1963) — шахматист и журналист, третий призёр 38-го чемпионата Европы по заочным шахматам (1988—1995).
  - Внук — Клемент Игоревич Ленский (род. 1989).
  - Внучка — София Игоревна Ленская (род. 2000)[11].

### Монографии и учебные пособия
- Ленский Л. А. Физика и химия трития. -М.: Энергоиздат, 1981. — 113 с.
- Ленский Л. А. Тритий во влагосодержащих системах. — М.: Энергоатомиздат, 1981.
- Ленский Л. А. Методические указания к разделу «Структура многоэлектронных атомов и периодическая система элементов Д. И. Менделеева». — М., 1978. — 46 с.
- Ленский Л. А., Тарушкин В. И. Общие вопросы теории и практики сепарации. — М., 1992. — 50 с.
- Ленский Л. А., Дмитриев Г. В. Концепции современного естествознания. — М., 1998. — 116 с.

### Некоторые публикации
- Рачинский В. В., Ленский Л. А. Распределение и перенос трития в системе «ионит-вода». Теоретическая и экспериментальная химия, т.1, вып.6, 1965.-С.785-795.
- Рачинский В. В., Ленский Л. А. Изотопнообменная сорбция трития из водных растворов в динамических условиях. Доклады АН СССР, т.162, № 2, 1965.-С.380-383.
- Ленский Л. А. Измерение активности препаратов тритиевой воды при помощи безоконных газопроточных счетчиков. Журнал физической химии, т.41, № 9, 1967.-С.2340-2342.
- Ленский Л. А., Меленевская Н. М. Исследование физико-химических форм влаги в зерне с применением радиоактивного изотопа водорода. Вестник сельскохозяйственной науки, № 1, 1972.-С.100-103.
- Рачинский В. В., Ленский Л. А. Общая теория метода изотопных индикаторов. Доклады АН СССР, т.236, № 4, 1977.-С.932-934.
- Ленский Л. А., Рачинский В. В. Исследование фильтрационных процессов в пористых средах с применением меченной тритием воды. I. Изотопнообменная сорбция трития. Журнал физической химии, т.54, № 8, 1980.-С.2140-2142.
- Рачинский В. В., Ленский Л. А., Белов Г. В. II. Проверка теории квазидиффузионной фильтрации. Журнал физической химии, т.54, № 12, 1980.-С.3147-3149.
- Ленский Л. А., Белов Г. В., Рачинский В. В. III. Зависимость квазидиффузионного коэффициента от скорости фильтрации. Журнал физической химии, т.55, № 1, 1981.-С.261-262.
- Ленский Л. А., Белов Г. В., Рачинский В. В. IV. О выборе сечения колонок для хроматографических исследований. Журнал физической химии, т.55, № 1, 1981.-С.262-263.
- Ленский Л. А., Белов Г. В., Рачинский В. В. V. Зависимость квазидиффузионного коэффициента от характеристик фильтрационных колонок. Журнал физической химии, т.55, № 2, 1981.-С.500-501.
- Ленский Л. А., Белов Г. В., Рачинский В. В. VI. Зависимость ширины сорбционного фронта от скорости фильтрации. Журнал физической химии, т.55, № 2, 1981.-С.501-503.
- Ленский Л. А., Белов Г. В., Рачинский В. В. VII. Формирование фронта меченой воды. Журнал физической химии, т.55, № 10, 1981.-С.2688-2689.
- Ленский Л. А., Белов Г. В., Рачинский В. В. VIII. Фильтрация в колонке с естественным строением грунта. Журнал физической химии, т.55, № 10, 1981.-С.2689-2690.
- Ленский Л. А., Рачинский В. В. Исследование влагосодержащих систем с применением трития. I. Изотопное разбавление трития в статических условиях. Журнал физической химии, т.56, № 8, 1982.-С.2096-2099.
- Ленский Л. А., Рачинский В. В. II. Кинетика изотопнообменной сорбции трития. Журнал физической химии, т.56, № 9, 1982.-С.2344-2346.
- Ленский Л. А., Рачинский В. В. III. Фильтрационный перенос трития. Журнал физической химии, т.56, № 9, 1982.-С.2346-2347.
- Рачинский В. В., Ленский Л. А. Общая теория изотопного разбавления. Журнал физической химии, т.56, № 10, 1982.-С.2620-2623.
- Ленский Л. А. Агроинженерное физическое образование в современных условиях. Аграрная наука, 11-12 1998. с. 30-31.

### Мемуары
- Л. А. Ленский. Цивильский самородок / под ред. и с предисловием депутата Госдумы РФ В. С. Шурчанова. — М.: Яхонтъ, 2016. — 176 с. — ISBN 978-5-7361-0179-5.